# Museu del Perfum
El Museu del Perfum de Barcelona, és un museu privat ubicat al Passeig de Gràcia de Barcelona. Fou inaugurat a mitjans de l'any 1961 amb el propòsit de mostrar al públic l'evolució dels flascons i recipients per a perfums a través de la història i la geografia.
El Museu exposa una extensa mostra de 5.000 envasos de perfums i essenciers de diferents cultures i civilitzacions. Des d'envasos egipcis, ceràmiques gregues, vidres romans i púnics, i recipients àrabs i orientals, fins a una interessant col·lecció d'essenciers dels segles XVII al xix en porcellana, cristall i materies nobles. Destaca la seva àmplia exhibició de la perfumeria industrialitzada, des dels seus inicis fins avui en dia. Entre moltes d'altres curiositats, es pot trobar un estoig amb dos essenciers que va pertànyer a Mª Antonieta de França i el flascó "Le Roi Soleil" dissenyat per Salvador Dalí, així com moltes peces úniques del món de la perfumeria.
El Museu del Perfum conté un fons de més de cinc mil peces entre flascons antics i moderns, a part de miniatures, catàlegs, etiquetes i material publicitari antic. El Museu de Perfum està dividit en dues parts. Una part de vasos, perfumadors, ungüentaris, peveters i altres recipients de les cultures antigues fins a l'època moderna, exposada seguint un ordre cronològic i de situació geogràfica, i una segona part on es mostren els flascons de la perfumeria industrialitzada, des de la segona meitat del segle xviii fins avui. En aquesta segona part, els flascons es troben organitzats per marques comercials, sense tenir en compte l'any de la seva aparició al mercat.